# David Bedford
David Vickerman Bedford (ur. 4 sierpnia 1937 w Hendon w obszarze metropolitarnym Londynu, zm. 1 października 2011) – angielski kompozytor.

## Życiorys
Pochodził z rodziny muzycznej: jego babka Liza Lehmann była kompozytorką, matka Lesley Duff śpiewaczką, zaś brat Steuart Bedford dyrygentem. Od 1951 do 1955 roku był uczniem Lancing College. W latach 1956–1960 studiował w Królewskiej Akademii Muzycznej w Londynie u Lennoxa Berkeleya, następnie w 1960 roku kontynuował edukację w Luigiego Nono w Wenecji. Podczas pobytu we Włoszech współpracował ze Studio di fonologia musicale RAI w Mediolanie. Od 1963 do 1980 roku uczył w szkołach średnich, od 1968 roku pracował jako nauczyciel w londyńskim Queen’s College. W 1972 roku wydał pierwszy album ze swoimi kompozycjami pt. Nurses Song with Elephants.
Zmarł w wyniku raka płuc.

## Twórczość
Tworzył przeważnie muzykę niezdeterminowaną i improwizowaną, posługując się notacją graficzną. Sięgał po nietypowe techniki i instrumentarium, jak np. w utworze 100 Kazoos (1973). Często pracował z dziećmi i osobami bez formalnego wykształcenia muzycznego.
Współpracował jako orkiestrator i pianista z Kevinem Ayersem przy nagrywaniu albumu Joy of a Toy (1969), później został członkiem zespołu The Whole World. Przez wiele lat współpracował z Mikiem Oldfieldem, dla którego wykonał orkiestrację albumów The Orchestral Tubular Bells i Hergest Ridge, a później nagrał wspólnie płyty Star’s End (1974), The Rime of the Ancient Mariner (1975), The Odyssey (1976) i Introduction for Angels (1977). Okazjonalnie pracował także z takimi artystami jak Elvis Costello, Frankie Goes to Hollywood, A-ha, Andy Summers i Robert Wyatt. Wspólnie z Arthurem C. Clarkiem stworzył kompozycję chóralną na motywach powieści Miasto i gwiazdy (1999).
Był autorem muzyki do kilku odcinków telewizyjnego serialu Hammer House of Mystery and Suspense: Mark of the Evil (1984), The Corvini Inheritance (1985) i Child’s Play (1986). Pracował także jako orkiestrator i aranżer przy tworzeniu ścieżek dźwiękowych do filmów Pola śmierci (1984), The Supergrass (1985), Absolutni debiutanci (1986), Misja (1986), Schadzka z Wenus (1991) i Orlando (1992).

## Ważniejsze kompozycje
(na podstawie materiałów źródłowych)
- opery szkolne
  - The Rime of the Ancient Mariner (1976)
  - The Death of Baldur (1980)
  - The Ragnarok (1983)
  - The Camlann Game (1987)
  - The Return of Odysseus (1988)
  - Anna (1993)
- Koncert na 24 instrumenty (1960)
- Piece for Mo na perkusję, wibrafon, akordeon, 3 skrzypiec, wiolonczelę i kontrabas (1963)
- Music for Albion Moonlight na sopran i zespół instrumentalny do tekstu K. Patchena (1963–1964)
- A Dream of the Seven Lost Stars na chór mieszany i zespół kameralny (1964)
- This One for You na orkiestrę (1965)
- That White and Radiant Legend na recytatora, sopran, flet, obój, klarnet, fagot, skrzypce, altówkę, wiolonczelę i kontrabas do tekstu K. Patchena (1966)
- Piano Pieces (1966–1968)
- Gastrula na orkiestrę (1968)
- The Sword of Orion na flet, klarnet, skrzypce, wiolonczelę, 4 metronomy i 32 instrumenty perkusyjne (1970)
- Star Clusters, Nebulae and Places in Devon na chór i instrumenty dęte (1971)
- Sad and Lonely Faces na głos i 6 fortepianów (1972)
- Pancakes with Butter Maple Syrup and Bacon, and the TV Weatherman na kwintet dęty (1973)
- Star’s End na instrumenty rockowe i orkiestrę (1974)
- Twelve Hours of Sunset na chór i orkiestrę (1974)
- The Odyssey na sopran, głosy dziewczęce, instrumenty i elektronikę (1976)
- Requiem na sopran, chór i orkiestrę (1980)
- Alleluia timpanis na orkiestrę (1981)
- Symphony for 12 Musicians (1982)
- Sun Paints Rainbows on the Vast Waves na orkiestrę (1982)
- Symphony no. 2 na orkiestrę symfoniczną (1985)
- Seascapes na orkiestrę (1986)
- Into Thy Wondrous House na chór i orkiestrę (1987)
- The Transfiguration na orkiestrę (1988)
- Frameworks na orkiestrę (1990)
- Plymouth Town na orkiestrę (1992)
- Allison’s Concerto na trąbkę i smyczki (1993)
- I am going home with thee na sześć głosów żeńskich i smyczki (1993)